# John Louis Emil Dreyer

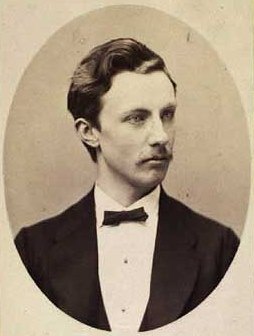
John Louis Emil Dreyer

John Louis Emil Dreyer o Johan Ludvig Emil Dreyer (Copenhague, 13 de febrero de 1852 – 14 de septiembre de 1926) fue un astrónomo que nació en Dinamarca pero que pasó la mayor parte de su vida en Irlanda. Es conocido por ser el autor de uno de los catálogos de objetos astronómicos más famoso y usado, el Nuevo Catálogo General de Nebulosas y Cúmulos de Estrellas

## Vida y obra
En 1874, a la edad de 22 años, viaja a Irlanda para trabajar como asistente de Lawrence Parsons, cuarto conde de Rosse (hijo y sucesor de William Parsons, tercer conde de Rosse quien construyó el mayor telescopio reflector de la época, conocido como el Leviatán) 
Su contribución más importante fue el monumental New General Catalogue of Nebulae and Clusters of Stars (en español, Nuevo Catálogo General de Nebulosas y Cúmulos de Estrellas), del cual se siguen usando con asiduidad los números de catálogo. Posteriormente publicaría dos Index Catalogues (en español, Catálogos Índice) suplementarios. 
Aunque en 1888, Williamina Fleming descubrió la Nebulosa Cabeza de Caballo, en el Catálogo no aparece en los créditos, ya que John Dreyer, el principal encargado de recopilar información para el primer Catálogo Índice, eliminó su nombre de la lista de objetos que descubrieron, atribuyendo todas las aportaciones a "Pickering". Sin embargo, en el segundo Catálogo Índice de 1908, Fleming recibió los créditos que le correspondían.
Dreyer también fue un historiador de Astronomía. En 1890 publica una biografía de Tycho Brahe, un famoso astrónomo de su país natal, del que en años posteriores editaría las publicaciones así como su correspondencia inédita. History of the Planetary Systems from Thales to Kepler (1905) (en español, Historia de los Sistemas Planetarios desde Tales a Kepler), su visión de la historia de la Astronomía, aunque en algunos aspectos desfasada, todavía es una buena introducción a la materia. Actualmente se publica bajo el título de A History of Astronomy from Thales to Kepler (es español, Una historia de la Astronomía desde Tales a Kepler).

## Honores
Premios
- Medalla de oro de la Real Sociedad Astronómica (1916)

Epónimos
- El cráter Dreyer en la Luna